# Ludwig Lehmann (Pfarrer)
Ludwig Karl Rudolf Lehmann (* 21. Januar 1867 in Karthaus; † 19. März 1947 in Berlin) war ein evangelischer Pfarrer und Schriftsteller historischer Themen mit dem Schwerpunkt Kirchen- und Reformationsgeschichte der Mark Brandenburg.

## Leben
Ludwig Karl Rudolf Lehmann wurde als Sohn des preußischen Gendarmen August Lehmann und dessen Ehefrau Marie, geborene Hornberger, in der Provinz Westpreußen geboren.  Er besuchte das Gymnasium in Danzig und studierte anschließend an den Universitäten Königsberg, Berlin und Leipzig Theologie. Die II. Theologische Prüfung legte er im März 1890 ab, nachdem er zwei Jahre zuvor das I. Examen bestanden hatte. Nach der Ordination am 7. August 1891 wurde er Pfarrvikar im westpreußischen Oberbuschkau. Er verwaltete während seiner Probezeit das Pfarramt in Oberbuschkau. Diese Diasporapredigerstelle verließ Lehmann 1892, um Inhaber einer Pfarrstelle in der preußischen Provinz Brandenburg zu werden. Seine kirchliche Personalakte, die vom Königlichen Konsistorium der Provinz Westpreußen am 8. Mai 1888 angelegt wurde, als er noch Kandidat der Theologie, cand. theol, war, wurde dem nun zuständigem Königlichen Konsistorium der Provinz Brandenburg übersandt. Lehmann wurde 1893 Pfarrer in Hermersdorf. Neben seinen Aufgaben als Geistlicher hatte Lehmann die Dorfkirche zu verwalten. Das Gotteshaus wurde als Feldsteinbau im 13. Jahrhundert errichtet und in der ersten Hälfte des 16. Jahrhunderts ein Turm mit Zeltdach an das Kirchenschiff angebaut. Im Jahre 1909 wechselte Lehmann auf die zweite Pfarrstelle der Kirchengemeinde Wittenberge im Regierungsbezirk Potsdam. Hier predigte er in der evangelischen Stadtpfarrkirche am Kirchplatz. Zu Pfarrer Lehmanns Aufgaben gehörten u. a. die eines Gefängnisseelsorgers, die er am damaligen Gerichtsgefängnis des Amtsgerichts in der Perleberger Straße ausübte. Innerhalb der Stadt Wittenberge zog Lehmann wegen der Größe seiner Familie mehrmals um. Als die Vaterländische Verlags- und Kunstanstalt der Berliner Stadtmission Lehmanns großes Erstlingswerk herausgab, wohnte der Wittenberger Pfarrer laut dem Adressbuch der Stadt von 1921 in der Lenzener Str. 71.

## Hauptwerk
Als Pfarrer zu  Wittenberge erforschte Lehmann die kirchlichen Verhältnisse in der Prignitz vor sowie während der Reformationszeit und veröffentlichte seine Untersuchungen im Jahre 1913 in einer gleichnamigen Broschüre, die in der Druckerei des Christlichen Zeitschriftenvereins in Berlin hergestellt wurde. Er stützte sich bei der von ihm als „Gedenkblatt“ bezeichneten Abhandlung vor allem auf Adolph Friedrich Riedels Urkundenbuch  Codex Diplomaticus Brandenburgensis und auf das in der Weidmannschen Buchhandlung in Berlin im Jahre 1889 erstmals veröffentlichte Werk Die Reformation in der Mark Brandenburg des Historikers Johann Heinrich Julius Heidemann (* 1834; † 1901).
Das Deutsche Bücherverzeichnis, für die Jahre 1921 bis 1925, bearbeitet von der Bibliographischen Abteilung des Börsenvereins der Deutschen Buchhändler zu Leipzig nennt an erster Stelle Ludwig Lehmanns 265 Seiten umfassendes Hauptwerk Bilder aus der Kirchengeschichte der Mark Brandenburg vom Ausgang des Reformationsjahrhunderts bis zur 300jährigen Reformationsfeier im Jahre 1817, das im Verlag Vaterländische Verlags- und Kunstanstalt 1924 erschienen ist. Zugleich machte das Bücherverzeichnis darauf aufmerksam, dass dieser Titel die Fortsetzung zu Lehmanns 1921 in Berlin herausgegebenem Titel Bilder aus der Reformationsgeschichte der Mark Brandenburg bildet. Das Bücherverzeichnis für die Jahre 1936 bis 1940 führte weiter Lehmanns 271 Seiten umfassende Kirchengeschichte der Mark Brandenburg von 1818 bis 1932 auf, die er im September 1936 im Kranz-Verlag des Christlichen Zeitschriftenvereins Berlin veröffentlichte, jedoch bereits 1932 abschloss.

## Auszeichnungen/Würdigungen
Lehmann wurde am 18. Juli 1918 mit der preußischen Rotkreuzmedaille im Zivildienst „Für Verdienste um das Rote Kreuz“ während des Ersten Weltkriegs ausgezeichnet (III. Klasse). Außerdem bekam er die Auszeichnung „Schlesischer Adler“. Anlässlich seines 80. Geburtstages am 21. Januar 1947 erhielt er von seiner Kirchengemeinde Berlin-Frohnau ein Gratulationsschreiben. Als er wenige Wochen nach seinem 80. Geburtstag starb, schrieb der Ortspfarrer Kurt Karzig, der das Frohnauer evangelische Gemeindeglied Lehmann seit 1945 kannte, einen Nachruf. Darin würdigte Karzig besonders Lehmanns historische Studien zur Kirchen- und Reformationsgeschichte Brandenburgs und dass diese in drei Bänden veröffentlicht wurden.

## Familie
Am 28. April 1896 heiratete Lehmann die am 30. November 1871 geborene Margarethe Caspar. Seine Verlobte wohnte in Berlin. Sie war eine Tochter des Baumeisters August Caspar aus Buckow. Der Ort gehörte damals zum Kreis Lebus des preußischen Regierungsbezirks Frankfurt/Oder in der Mark Brandenburg. Aus der Ehe gingen sechs Kinder hervor: Johannes (* 1897); Margarethe (* 1898); Hildegard (* 1900); Elisabeth (* 1901), später verheiratete Häusler; Siegfried (* 1906), Günther (* 1907). In Wittenberge wohnte Lehmann Pfarrer bis zu seiner Pensionierung im Jahr 1937 und danach zog er mit seiner Frau nach Berlin-Frohnau. Als emeritierter Pfarrer hielt aushilfsweise noch Gottesdienste zum Beispiel in Glienicke/Nordbahn und während des  Zweiten Weltkriegs in Mühlenbeck bei Berlin. Lehmanns Witwe überlebte ihren Ehemann um 19 Jahre. Als Margarethe Lehmann am 26. Juli 1966 im 95. Lebensjahr starb, trauerten um sie ihre noch lebenden Kinder Margarethe, Hildegard, Elisabeth, Siegfried und Günther. Margarethe Lehmann wurde auf dem Berliner landeseigenen Friedhof in Frohnau, Hainbuchenstraße, begraben.